# Scott Körber
Scott Körber (* 1. September 1971 in West-Berlin) ist ein deutscher Politiker (CDU). Er war von 2006 bis 2011 und ist erneut seit 2021 Mitglied des Abgeordnetenhauses von Berlin.

## Leben und Studium
Der im Ortsteil Mariendorf geborene Scott Körber besuchte die kaufmännische Berufsfachschule für Wirtschaft und Verwaltung und schloss diese mit dem Fachabitur im Bereich Verwaltung ab. Von 1993 bis 1996 folgte ein Studium an der Fachhochschule für Verwaltung und Rechtspflege in Berlin, das er mit der Prüfung als Diplom-Verwaltungswirt (FH) beendete. 1996 war er als Referent für den Bereich Personal- und Haushaltsangelegenheiten der Abteilung Jugend, Sport und Familie im Bezirksamt Wilmersdorf tätig. 1997 leistete er seinen Grundwehrdienst bei der Bundeswehr ab. Im Anschluss war er von 1998 bis 2004 als Sachbearbeiter im Jugendamt des Bezirks Charlottenburg-Wilmersdorf tätig, 2005 kurz im Jobcenter. Dann unter anderem als Büroleiter eines Sozialstadtrates und Presseleiter eines Bezirksbürgermeisters. Seit 2015 in der Abteilung Soziales und Gesundheit wieder im Bezirksamt Charlottenburg-Wilmersdorf.
Seit 2010 ist Körber Mitglied im Aufsichtsrat von Hertha BSC.

## Politik

### Partei
Scott Körber trat 1996 der CDU bei. Er war von 1996 bis 2007 zudem Mitglied der Jungen Union Berlin (JU) und dort Kreisvorsitzender. In dieser Zeit führte Körber gemeinsam mit seinem politischen Weggefährten Florian Graf eine Verteilungsaktion von Aufklebern mit der Botschaft „Deutschland muss in Kreuzberg wieder erkennbar sein“ durch.
Innerhalb der CDU war er ab 2003 Vorsitzender des Ortsverbandes Marienfelde und Kreisvorstandsmitglied der CDU in Tempelhof-Schöneberg. Seit 2013 ist er Erster stellvertretender Vorsitzender des damals neu gegründeten CDU-Ortsverbandes Mariendorf/Marienfelde.
Am 13. November 2021 wurde Körber zum stellvertretenden Kreisvorsitzenden der CDU Tempelhof-Schöneberg gewählt.
Bis November 2021 war Körber Mitglied der Bezirksverordnetenversammlung Tempelhof-Schöneberg und dort Mitglied des Vorstands. Zudem gehörte er dem Hauptausschuss sowie dem Wirtschaftsausschuss an.

### Abgeordnetenhaus von Berlin
16. Legislaturperiode (2006–2011)
Bei der Wahl zum Abgeordnetenhaus von Berlin 2006 wurde Körber mit 44 % der Stimmen im Wahlkreis Tempelhof-Schöneberg 7 mit dem besten Erststimmenergebnis Berlins direkt gewählt. Im Parlament war er Mitglied des Ausschusses für Verwaltungsreform, Kommunikations- und Informationstechnik sowie des Ausschusses für Sport. Im Oktober 2006 geriet er in die öffentliche Kritik, als bekannt wurde, dass er, während er krankgeschrieben war, Wahlkampf betrieben habe. Weder Körber noch sein Dienstherr konnten sich öffentlich zu dieser Personaleinzelangelegenheit äußern. Um die öffentliche Kritik zu beenden, rief Körber den CDU-Ehrenrat an. Dieser verhandelte den Fall unter Ausschluss der Öffentlichkeit. Im Ergebnis verurteilte dieser die Presseberichterstattung. Körber wurde in allen Punkten entlastet und rehabilitiert. Bei den Wahlen 2011 kandidierte er nicht mehr und schied aus dem Parlament aus.

#### 19. Legislaturperiode (seit 2021)
Bei der Wahl zum Berliner Abgeordnetenhaus im September 2021 gewann Körber mit 33,1 % der Erststimmen das Direktmandat im Wahlkreis Tempelhof-Schöneberg 6 und zog am 4. November 2021 erneut in das Parlament ein. Bei der Wiederholungswahl 2023 konnte er seinen Sitz im Abgeordnetenhaus verteidigen.